# USS Ronald Reagan (CVN-76)
USS Ronald Reagan (CVN-76) er et amerikansk atomdrevet hangarskib af Nimitz-klassen i den amerikanske flåde. Skibet er opkaldt efter USA's 40. præsident, Ronald Reagan (1911-2004), og har hjemhavn på United States Fleet Activities Yokosuka i Yokosuka, Japan.